# Laclede County
Laclede County är ett administrativt område i delstaten Missouri, USA, med 35 571 invånare. Den administrativa huvudorten (county seat) är Lebanon. 

## Geografi
Enligt United States Census Bureau så har countyt en total area på 1 989 km². 1 984 km² av den arean är land och 6 km² är vatten.   

### Angränsande countyn
- Camden County - nord
- Pulaski County - nordost
- Texas County - sydost
- Wright County - syd
- Webster County - sydväst
- Dallas County - väst